# 14436 Morishita
14436 Morishita eller 1992 FC2 är en asteroid i huvudbältet som upptäcktes den 23 mars 1992 av de båda japanska astronomerna Kazuro Watanabe och Kin Endate vid Kitami-observatoriet. Den är uppkallad efter amatörastronomen Yoko Morishita.
Asteroiden har en diameter på ungefär 6 kilometer.